# Prinsbisdom Augsburg
Het prinsbisdom Augsburg was een tot de Zwabische Kreits behorend bisdom binnen het Heilige Roomse Rijk.
Waarschijnlijk bestaat er al in de vierde eeuw een bisdom Augsburg, dat later van de stad Augsburg naar Säben en Brixen in Zuid-Tirol verlegd zal worden. Mogelijk wordt in 709 een nieuw bisdom gesticht, dat op zijn laatst in 829 bij de kerkprovincie Mainz wordt gevoegd.
Het prinsbisdom is omvangrijk maar wel versnipperd. Reeds in 1156 gaat de heerschappij over de rijksstad Augsburg verloren. In 1258 wordt Dillingen verworven, wat uit groeit tot middelpunt van het prinsbisdom en waar in het begin van de veertiende eeuw ook de residentie gevestigd zal worden.
Artikel 2 van de Reichsdeputationshauptschluss van 25 februari 1803 voegt het bisdom bij het keurvorstendom Beieren.

## Bezit
- de steden Dillingen en Füssen

pleegambten: 
- Bobingen (1473)
- Oberschönegg
- Burgberg (1562-1635)
- Sonthofen (1635)
- Marktoberdorf (1475: voogdij)
- Schwabmünchen (1610/8)
- Leeder (1661)
- Großaitingen
- Göggingen-Immingen
- Füssen (voogdij Falkenstein en voogdij Nesselwang[1344])
- Wittislingen	(Donaualtheim en Reistingen[1450])
- Falkenstein/Pfronten (1310; later onder ambt Füssen)
- Aislingen (rijksgraafschap)
- heerlijkheid Rettenberg (zetel Fluhenstein) tot 1562

## Regenten
- 778- 809: Simpert
- 809- 813: Hatto
- 813- 830: Nuitger
- 830- 840: Udalmann
- 840- 858: Lanto
- 858- 887: Widgar
- 887- 909: Adalbert (Adalbero) van Dillingen
- 909- 923: Hitin
- 923- 973: Ulrich van Dillingen (St.Ulrich)
- 973- 982: Hendrik I van Geisenhausen
- 982- 987: Eticho
- 987- 996: Liudolf van Hohenlohe
- 996-1000: Gebhard
- 1000-1006: Siegfried I
- 1006-1029: Bruno van Beieren
- 1029-1047: Eberhard/Eppo
- 1047-1063: Hendrik II
- 1064-1077: Emich (Embrico) van Leiningen
- 1077-1096: Siegfried II
- 10..-1088: Wigholt	)
- 1088     : Werinhar	)
- 1088     : Eghard	) .
- 1093-1094: Eberhard	)
- 1096-1133: Herman van Wittelsbach
- 1133-1150: Walther I van Dillingen
- 1050-1167: Koenraad van Hirscheck
- 1167-1184: Hartwig I van Lierheim (Lienheim)
- 1184-1202: Udalschalk van Eschenlohe
- 1202-1208: Hartwig II van Hirnheim
- 1208-1227: Siegfried III van Rechberg
- 1227-1249: Siboto van Seefeld
- 1250-1286: Hartmann (V) van Dillingen
- 1286-1288: Siegfried IV van Algishausen
- 1288-1302: Wolfhart van Roth-Wackernitz
- 1302-1307: Degenhard van Hellenstein
- 1309-1331: Frederik I Späth van Faimingen
- 1331-1337: Ulrich II van Schönegg/Schöneck
- 1337-1348: Hendrik III van Schönegg
- 1348-1365: Markwart I van Randeck (1365-1381: patriarch van Aquileja)
- 1366-1369: Walther II van Hochschlitz
- 1369-1371: vacant
- 1371-1373: Johan I van Schadland (1363-1365: bisschop van Hildesheim; 1365-1370: bisschop van Worms)
- 1373-1404: Burghard van (Erbach) van Ellerbach
- 1404-1413: Eberhard II van Kirchberg
- 1413-1422: Anselm van Nenningen
- 1414-1423: Frederik II van Grafeneck
- 1424-1469: Peter van Schaumberg
- 1469-1486: Johan II van Werdenberg
- 1486-1505: Frederik III van Hohenzollern
- 1505-1517: Hendrik IV van Lichtenau
- 1517-1543: Christoph van Stadion
- 1543-1573: Otto Truchsess van Waldburg-Trauchberg (1552: proost van Ellwangen)
- 1573-1575: Johan III Egolf van Knöringen
- 1575-1591: Markwart II van Berg
- 1591-1598: Johan Otto van Gemmingen
- 1598-1646: Hendrik V van Knöringen
- 1646-1665: Sigismund (Franz) van Oostenrijk (1653: bisschop van Gurk; 1659: bisschop van Trente)
- 1665-1690: Johan Christoph van Freberg
- 1690-1737: Alexander Sigismund van Palts-Neuburg
- 1737-1740: Johan Frans, Schenk van Stauffenberg (1704: bisschop van Konstanz)
- 1740-1768: Josef van Hessen-Darmstadt
- 1768-1812: Clemens Wenceslas van Saksen (1763-1768: bisschop van Regensburg en Freising; 1768: keurvorst van Trier; 1768/78: proost van Ellwangen)